# بونجي نتولي
بونجي نتولي (بالإنجليزية: Bongi Ntuli) (28 مارس 1991 ببيترماريتزبرغ في جنوب أفريقيا - ) هو لاعب كرة قدم جنوب أفريقي في مركز الهجوم. لعب مع ماميلودي صن داونز ولمونتفيل غولدن أروز ‏ ونادي أمازولو.

## وفاته
توفي بونجي نتولي بسبب السرطان في بيترماريتزبرغ في 5 نوفمبر 2023، عن عمر يناهز 32 عامًا. لعب آخر مباراة له في كرة القدم قبل سبعة أسابيع فقط في 17 سبتمبر 2023.

## روابط خارجية
- بونجي نتولي على موقع قاعدة بيانات كرة القدم.إي يو (الإنجليزية)
- بونجي نتولي على موقع Soccerway.com (الإنجليزية)
- بونجي نتولي على موقع عالم كرة القدم.نت (الإنجليزية)